# William Edmonstoune Aytoun

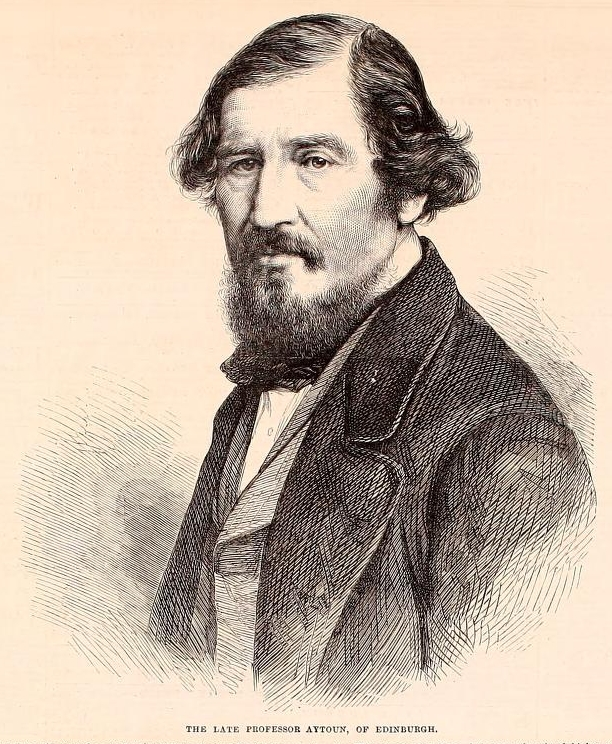
William Edmonstoune Aytoun

William Edmonstoune Aytoun (* 21. Juni 1813 in Edinburgh; † 4. August 1865 in Elgin, Moray) war ein schottischer Jurist, Humorist, Schriftsteller und Dichter.

## Leben
Aytoun war der einzige Sohn von Roger Aytoun (1769; † 16. März 1843) und dessen Frau Joan (geborene Keir, * 1771; † November 1861), Tochter von James Keir of Kinmonth, Perthshire. Im Alter von elf Jahren besuchte er die Edinburgh Academy und wechselte bald darauf an die Universität. 1833 unterbrach er sein Studium der Rechtswissenschaften, um für einige Monate in London zu studieren. Anschließend studierte er von September 1833 bis April 1834 Germanistik in Aschaffenburg. Nach seiner Rückkehr nahm er eine juristische Tätigkeit in der Kammer seines Vaters auf, wurde am 14. Mai 1835 in die Society of Writers to Her Majesty’s Signet aufgenommen und erhielt 1840 seine Zulassung als Schottischer Barrister. Seine Mutter hatte früh seine Leidenschaft für Poesie und schönen Literatur geweckt und gefördert, so dass Aytoun sich nebenbei mit schriftstellerischen Arbeiten beschäftigte. Er veröffentlichte 1832 sein erstes Werk unter dem Titel Poland, Homer, and other Poems, das er Adam Jerzy Czartoryski und seinen Mitstreitern in Anerkennung ihres Kampfes für die Unabhängigkeit Polens gewidmet hatte. und brachte dadurch sein Interesse am Polnischen Staat zum Ausdruck. Während seines Aufenthalts in Deutschland hatte er den ersten Teil von Goethes Faust übersetzt, die jedoch nie veröffentlicht wurde, da ihm andere Übersetzer zuvorgekommen waren.
1836 verfasste er mit Übersetzungen von Texten Ludwig Uhlands Beiträge zu Blackwood’s Magazine. In den Jahren 1839 bis zu seinem Tod blieb er Mitarbeiter bei Blackwood. Gemeinsam mit Theodore Martin, den er etwa 1841 kennengelernt hatte, verfasste Aytoun eine Reihe von humorvollen Geschichten, die unter anderem Verse enthielten, die 1855 als Bon Gaultier Ballads populär wurden.
Im Jahr 1845 wurde Ayton Regius Professor of Rhetoric and English Literature an der University of Edinburgh. Für sein Engagement als Unterstützer der Torys wurde er 1852 zum Sheriff der Orkney- und Shetlandinseln ernannt. Seit 1849 war er Fellow der Royal Society of Edinburgh. 1860 wurde er zum Ehrenpräsidenten der Associated Societies der Edinburgh University gewählt.

## Werke (Auswahl)
Als Aytoun Hauptwerk als Dichter werden die Lays of the Scottish Cavaliers (Edinburgh 1848) angesehen das in Zahlreichen Auflagen erschien.
- The Life and Times of Richard the First, surnamed Coeur-de-Leon, king of England. London 1840 (archive.org).
- Firmilian, a Spasmodic Tragedy. 1854.
- Bothwell, a Poem. London 1856 (3. Auflage 1858, archive.org).
- Collection of the Ballads of Scotland. 2 Bände, London 1858 (eine verdienstvolle, kritisch gesichtete und mit gelehrten Anmerkungen versehene Sammlung altschottischer Volkslieder).
- Mit Theodore Martin: Poems and Ballads of Goethe. London 1858. (Übersetzung, 3. Auflage, 1907 archive.org)
- Nuptial ode on the marriage of His Royal Highness the Prince of Wales William Blackwood, Edinburgh 1863 (archive.org)
- Nuptial Ode to the Princess Alexandra. London 1863.
- Norman Sinclair. 1861 (Novelle in drei Bänden, archive.org, archive.org, archive.org).
- William Edmondstoune Aytoun: Poems of William Edmondstoune Aytoun. Hrsg.: Frederick Page. H. Milford, Oxford University Press, London / New York 1921 (archive.org – Sammelband, postum herausgegeben).

## Familie
Aytouns Vorfahren väterlicherseits waren die Aytouns of Inchdairnie in Fifeshire und die Edmonstounes, ehemals Edmonstoune und Ednam, und später Corehouse in Lanarkshire, und mütterlicherseits die Keirs of Kinmonth und West Rhynd in Perthshire. Er war weitläufig mit dem Dichter Robert Aytoun (1570–1638) verwandt.
Er war zweimal verheiratet:
- 11. April 1849 mit Jane Emily (geborene Wilson; † 15. April 1859), die jüngste Tochter des Schriftstellers John Wilson (* 18. Mai 1785; † 3. April 1854).
- 24. Dezember 1863 mit Feame Jemima (geborene Kinnear), 2. Tochter von James Kinnear

Seine Mutter starb im November 1861 und sein eigener Gesundheitszustand begann sich zu verschlechtern. Beide Ehen blieben kinderlos. Er starb 1865 in Blackhills, in der Nähe von Elgin.